# 丸岡九華
丸岡 九華（まるおか きゅうか、本名：久之助、慶應2年3月25日（1866年5月9日） - 昭和2年（1927年）7月9日）は、日本の詩人、小説家、実業家。

## 人物
江戸青山生まれ。共立学校（現開成高等学校）、東京大学予備門を経て、1887年高等商業学校（現一橋大学）卒業。
在学中、尾崎紅葉らと硯友社創設に参画し、新体詩などを発表し、卒業後は文学を離れ、矢野二郎校長の勧めで教員となり、1892年からは県立神戸商業学校校長事務取扱を務めた。
のち、実業家に転じ、高田商会横浜支店長等を経て、独立し、イギリスのサン保険会社の東京支店開設にあたり同支店支配人となり、同社の契約高や保険料収入を日本国内3位以内にまで育てた。子爵青山家の家政協議員なども務めた。